# Red Cap : Police militaire
Pour les articles homonymes, voir Red Cap.
Red Cap : Police militaire (Red Cap) est une série télévisée britannique créée par Patrick Harbinson composée d'un pilote de 90 minutes diffusé le 28 décembre 2001 suivi de douze épisodes de 50 à 60 minutes et diffusés entre le 7 janvier 2003 et le 12 février 2004 sur BBC One.
En France, la série a été diffusée à partir du 2 août 2008 sur Série Club, et en Belgique, à partir du 7 mars 2009 sur RTL tvi. Elle reste inédite dans les autres pays francophones.

## Synopsis
Une femme sergent dans la police militaire de la British Army enquête sur des affaires criminelles touchant les forces britanniques en Allemagne.

## Distribution
- Tamzin Outhwaite : Jo McDonagh
- Douglas Hodge : Kenneth « Henny » Burns
- James Thornton (en) : Philip « Hippy » Roper
- Gordon Kennedy : Bruce Hornsby
- Blake Ritson : Giles Vicary
- Raquel Cassidy : Neve Kirland (2003)
- Poppy Miller : Harriet Frost (2004)
- Maggie Lloyd-Williams (en) : Angie Ogden
- Peter Guinness : Gavin Howard
- William Beck (en) : Steve Forney
- Joachim Raaf (de) : Thomas Strauss

## Épisodes

### Pilote (2001)
1. Red Cap (Pilot)

### Première saison (2003)
1. Trafic à la caserne (H-Hour)
2. Une coupable idéale (Crush)
3. Détournement d'armes (Espirit de Corps)
4. Le prix de l'honneur (Cover Story)
5. Les ombres du passé (Cold War)
6. Rébellion (Payback)

### Deuxième saison (2004)
1. Trahison (Betrayed)
2. Un véritable amour (True Love)
3. Maison close (Red Light)
4. Honneur et discipline (Fighting Fit)
5. Manœuvres mortelles (Friendly Fire)
6. Une étrange plantation (Long Time Dead)